# تئاتر لابراتوار بازیگران
تئاتر لابراتوار بازیگران (انگلیسی: Actors' Laboratory Theatre) شرکت تئاتر از نظر سیاسی فعال و مدرسه بازیگری بود که در ژانویهٔ ۱۹۴۱ توسط رومن بونن، ژول داسن، دیک فلیک، لوید بریجز، دنی مان، جف کوری، مری ویرجینیا فارمر و جی. ادوارد برومبرگ تأسیس شد. در طول جنگ جهانی دوم، این شرکت چندین اجرا برای سربازان انجام داد که با همکاری کمیته پیروزی هالیوود بود.

## اعضا و دانش‌جویان قابل توجه
- موریس کارنوفسکی[۱]
- لی جی. کاب[۱]
- جف کوری[۱]
- هیوم کرونین[۱]
- دوروتی دندریج
- هوارد داسیلوا[۱]
- مارک لارنس[۱]
- جان هاوارد لاسون[۱]
- راسل جانسون
- فی کنین
- آلین مک‌ماهون[۱]
- مریلین مونرو[۳]
- آودی مورفی[۱]
- ویلیام ادوارد فیپز